# Нижняя Калиновка
Нижняя Калиновка — деревня в Орловской области России. 
Административный центр Платоновского сельсовета Орловского района. В рамках организации местного самоуправления входит в Орловский муниципальный округ. 

## География
Расположена на реке Оптуха, в 24 км к северо-востоку от центра города Орла, на автомобильной трассе Орёл — Тула.

## Население
| 2002 | 2010 |
| ---- | ---- |
| 86   | ↗101 |

Согласно результатам переписи 2002 года, в национальной структуре населения русские составляли 97 % от жителей.

## История
С 2004 до 2021 гг. в рамках организации местного самоуправления деревня являлась административным центром Платоновского сельского поселения, упразднённого вместе с преобразованием муниципального района со всеми другими поселениями путём их объединения в Орловский муниципальный округ.